# أنخيل كوريا
أنخيل مارتن كوريا مارتينيز (بالإسبانية: Ángel Martín Correa Martínez) هو لاعب كرة قدم أرجنتيني في مركز الهجوم ولد في يوم 9 مارس 1995 في مدينة روساريو في الأرجنتين، يلعب حالياً مع نادي تيغريس أونال وسبق له اللعب مع نادي سان لورينزو وأتلتيكو مدريد، بدأ باللعب مع منتخب الأرجنتين لكرة القدم في سنة 2015.

## روابط خارجية
- أنخيل كوريا على موقع الاتحاد الدولي (مؤرشف)  (الإنجليزية)
- أنخيل كوريا على موقع الاتحاد الأوربي (الإنجليزية)
- أنخيل كوريا على موقع إي إس بي إن إف سي (الإنجليزية)
- أنخيل كوريا على موقع قاعدة بيانات كرة القدم.إي يو (الإنجليزية)
- أنخيل كوريا على موقع ليكيب (الفرنسية)
- أنخيل كوريا على موقع ناشيونال فوتبول تيمز (الإنجليزية)
- أنخيل كوريا على موقع Soccerbase.com (لاعب) (الإنجليزية)
- أنخيل كوريا على موقع Soccerway.com (الإنجليزية)
- أنخيل كوريا على موقع عالم كرة القدم.نت (الإنجليزية)
- أنخيل كوريا على موقع اللجنة الأولمبية الدولية (الإنجليزية)